# ماتناداران
بنیاد دست‌نوشته‌های کهن ماتِناداران (به ارمنی: Մատենադարան) با نام کامل ماتنادارانِ مسروپ ماشتوتس در ایروان از بنیادهای برجسته ارمنستان بشمار می‌رود که به نام ماشتوتس ابداع‌کننده الفبای زبان ارمنی، نامگذاری شده‌است. موزه ماتناداران تا ۱۹۵۹ میلادی، قریب به یازده هزار متن خطی به زبان ارمنی قدیم (گرابار) و دیگر زبان‌های کهن مشرق زمین در آن نگهداری می‌شده‌است که امروزه بر شمار آن افزوده شده و رقم تقریبی هفده هزار نسخه را در بر می‌گیرد.

## نام
واژه «ماتناداران» ریشه در زبان پارسی میانه (پهلوی) دارد و در معنای لغوی به مجموعه‌ای گفته می‌شود که مکانی برای نگاهداری اسناد، متون خطی و کتاب‌های دست‌نویس قدیمی یا چاپی است. این مجموعه، علاوه بر حفاظت از این متون، فعالیت‌های علمی دیگری از قبیل جمع‌آوری، ترمیم، طبقه‌بندی، تحقیق و نشر آن‌ها را نیز برعهده دارد.

## تاریخچه
تا پیش از ابداع حروف الفبای ارمنی مؤلفان این حوزه متون خود را به زبان آشوری یا یونانی می‌نوشتند. از این رو، ابداع حروف ارمنی به دست مسروپ ماشتوتس در اوایل سده پنجم میلادی نخستین گام برای ثبت آثار خطی به زبان ارمنی بود. نویسندگان ارمنی نگارش به زبان ارمنی را آغاز کردند و طی دهه‌های نخست فعالیت آنها، علاوه بر اینکه آثاری با موضوعات دینی، تاریخی و فلسفی از زبان‌های دیگر به ارمنی ترجمه شد، متون و کتاب‌های بسیاری نیز به دست مؤلفان ارمنی در زمینه‌های یاد شده به ثبت رسید. کاتبان، خوشنویسان و نقاشان کار رونویسی، تزیین و تکثیر این متون را بر عهده گرفتند و از این زمان به بعد در مراکز فرهنگی ارمنستان مکان‌ها و کتابخانه‌هایی برای نگهداری و حفاظت این آثار ایجاد شد.
اطلاعات دربارهٔ سابقهٔ تاریخی ماتناداران در ارمنستان به سده پنجم میلادی بازمی‌گردد. بر اساس سندی تاریخی، که متعلق به یکی از مورخان نامی این دوره به نام غازار پاربتسی است، مشخص می‌شود که در این تاریخ در اچمیادزین کتابخانه‌ای موجود بوده‌است که متون و اسناد مهم را در آن نگاهداری می‌کردند. در اوایل سده پانزدهم میلادی، ۱۳۲ نسخه کتاب به دست یکی از خوشنویسان آن دوره رونویسی و به کتابخانهٔ اچمیادزین، که از ۱۴۴۱ میلادی کتابخانه‌ای منسجم از متون و کتاب‌های خطی داشته، اهدا شده‌است. از ۱۸۲۸ میلادی، روحانیان و پژوهشگران با بررسی متون و کتاب‌های خطی موجود در «ماتناداران اچمیادزین» نخستین فهرست از متون خطی موجود استخراج شد. این فهرست، که تعداد ۳۱۲ نسخهٔ خطی را شامل می‌شد، به زبان‌های فرانسوی و روسی ترجمه شده و در سن پترزبورگ به چاپ رسیده‌است. این رقم با جمع‌آوری تعداد بسیاری از متون خطی موجود در مجموعهٔ کلیساهای ارمنستان غربی تا ۱۹۱۵ میلادی به ۴٬۰۶۰ نسخهٔ خطی افزایش یافت.
در ۱۷ دسامبر ۱۹۲۱ میلادی مجموعهٔ موجود در ماتناداران اچمیادزین به ایروان منتقل شد. از آن تاریخ تا کنون، مجموعهٔ ماتناداران ایروان یکی از مراکز پژوهشی مهم، به ویژه، در زمینهٔ متون و نسخه‌های خطی است.

## مجموعه ماتناداران

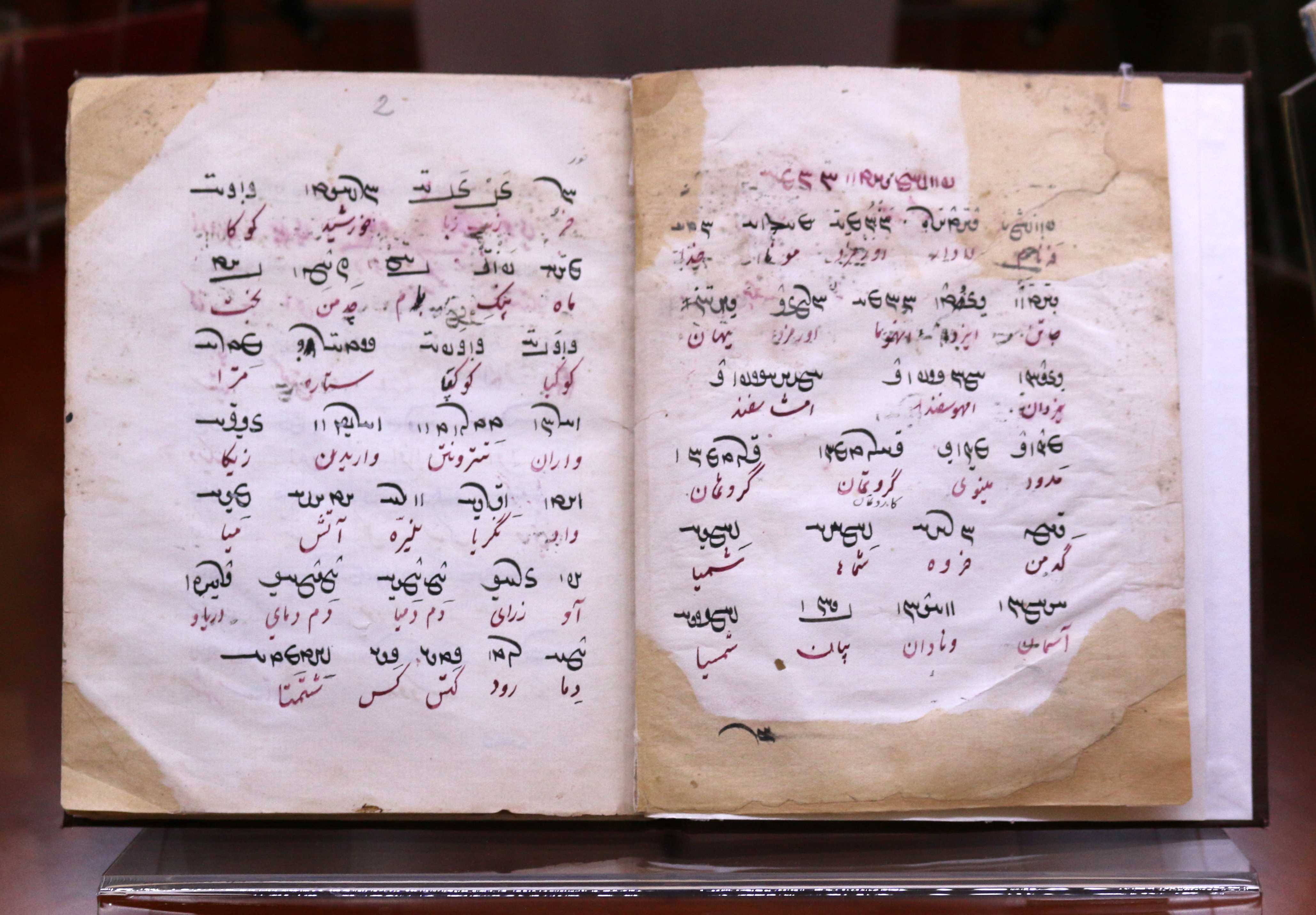
نسخه خطی به پارسی میانه (پهلوی) از دوران پس از اسلام در موزه ماتناداران

متون خطی دربرگیرنده اسناد، نسخه‌ها و کتاب‌های دستنویس می‌شود. این متون علاوه بر نوشتارها دارای تزیینات، ترسیمات، طراحی‌ها و نقاشی‌هایی نیز هستند.
بر پایه اسناد موجود تعداد ۲۴٬۰۰۰ نسخهٔ خطی به زبان ارمنی در کل دنیا موجود است. این آثار، که بیشتر آن‌ها مربوط به هنر کتابت ارمنی در قرون وسطی است، علاوه بر ماتناداران ایروان در سایر مراکز فرهنگی ارمنیان مانند موزه کلیسای وانک نگهداری می‌شوند. در ماتناداران، آثار رونویسی شدهٔ بیش از نود مورخ ارمنی از سده‌های پنجم تا هجدهم میلادی و هزاران نسخهٔ خطی دیگر با محتوای تاریخی موجود است. علاوه بر آثار مورخان ارمنی حدود ششصد نسخه از آثار مورخان ایرانی، عرب، تُرک و کُرد نیز نگهداری می‌شود و صدها نسخهٔ لاتین و ترجمه‌هایی از نسخه‌های اصلی به زبان ارمنی نیز موجود است که محتوای آن‌ها بخش اعظمی از تاریخ ایران، امپراتوری روم شرقی، تاریخ اروپا، امپراتوری عثمانی، خاور دور و خاورمیانه را طی سده‌های سیزدهم تا نوزدهم میلادی در برمیگیرد.
تعدادی از فرمان‌های دوره قاجار پس از بسته شدن مؤسسه لازاریان در مسکو به ماتناداران در ایروان منتقل شده‌است.

## نگارخانه

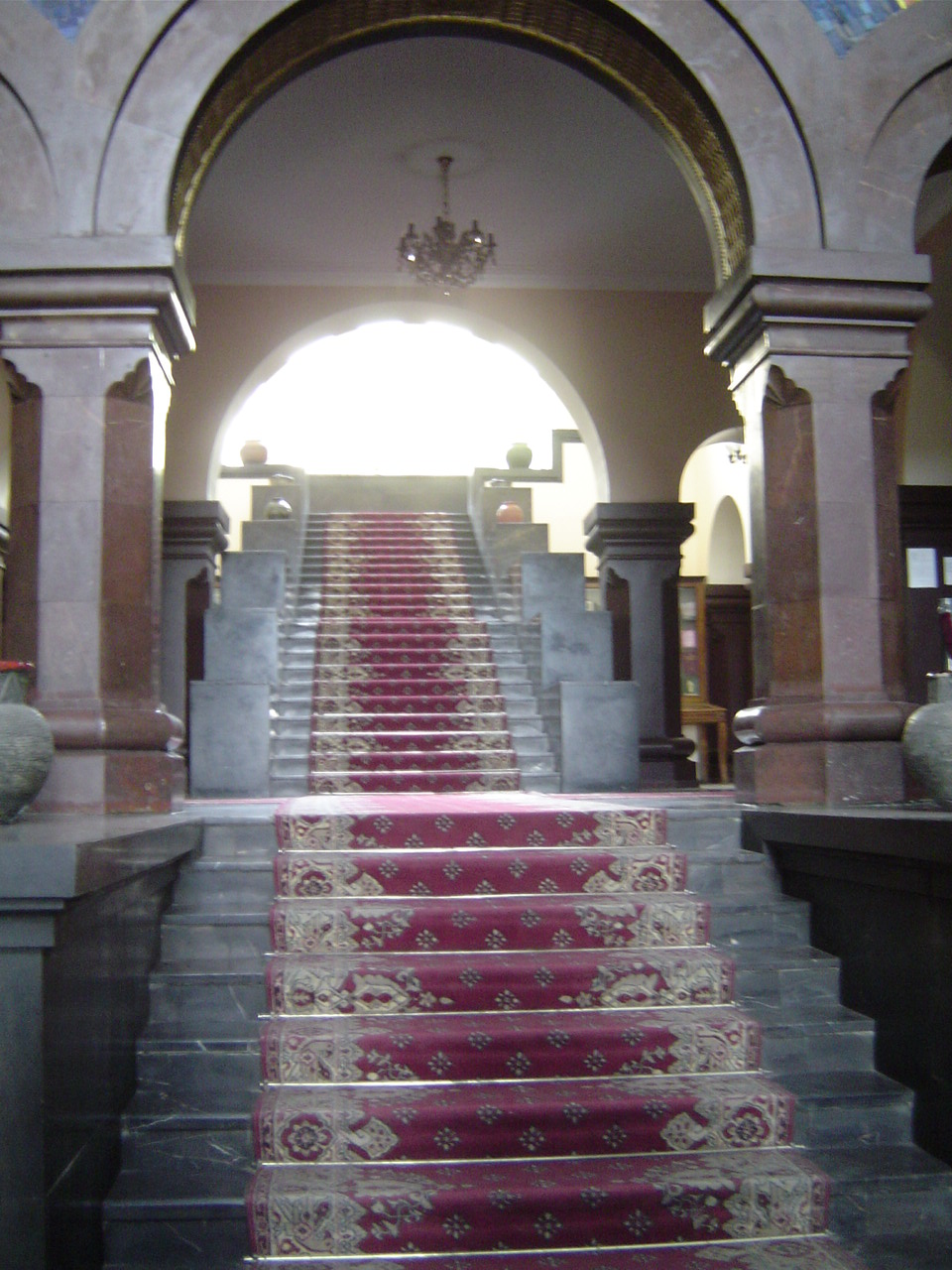
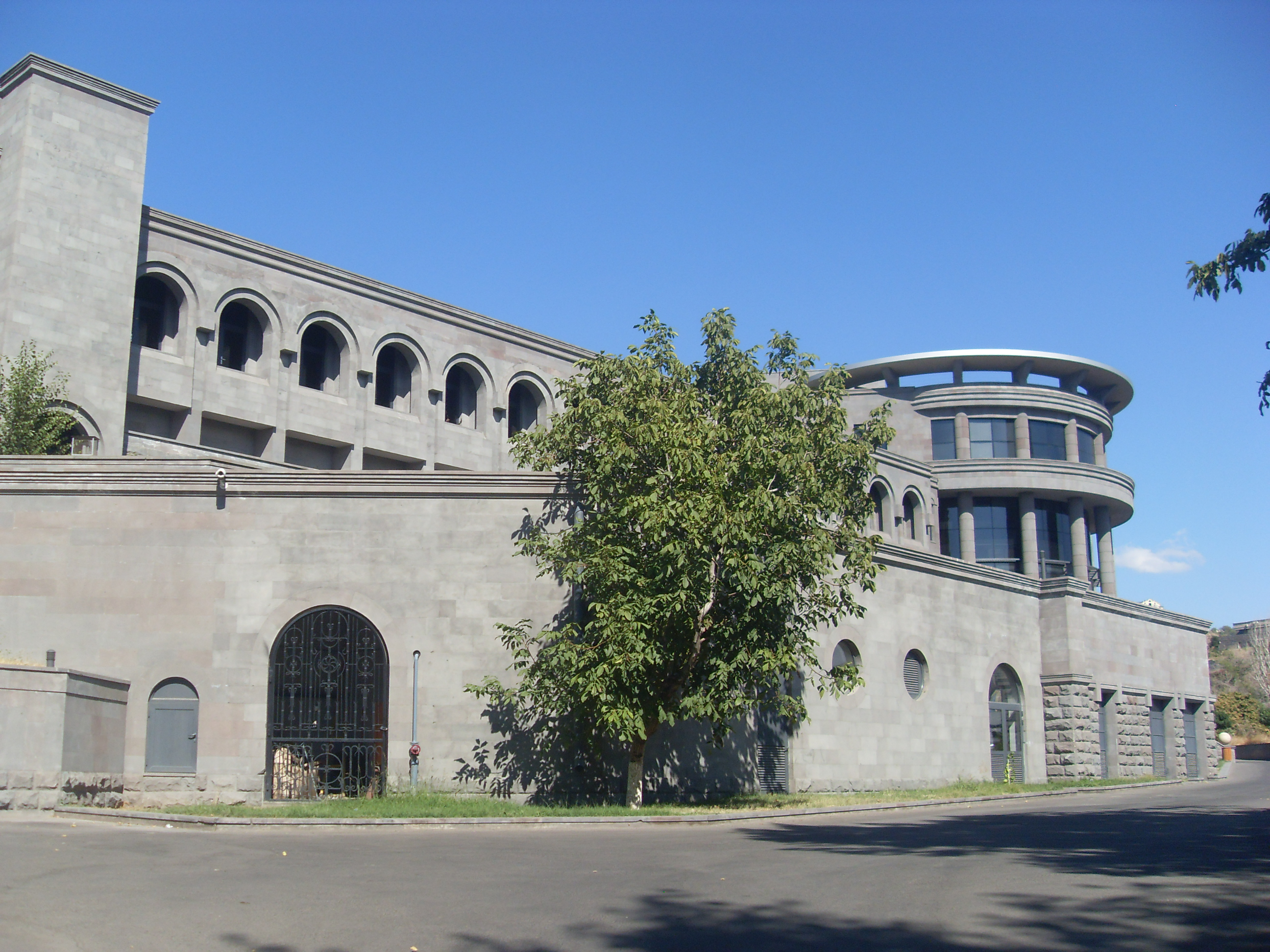
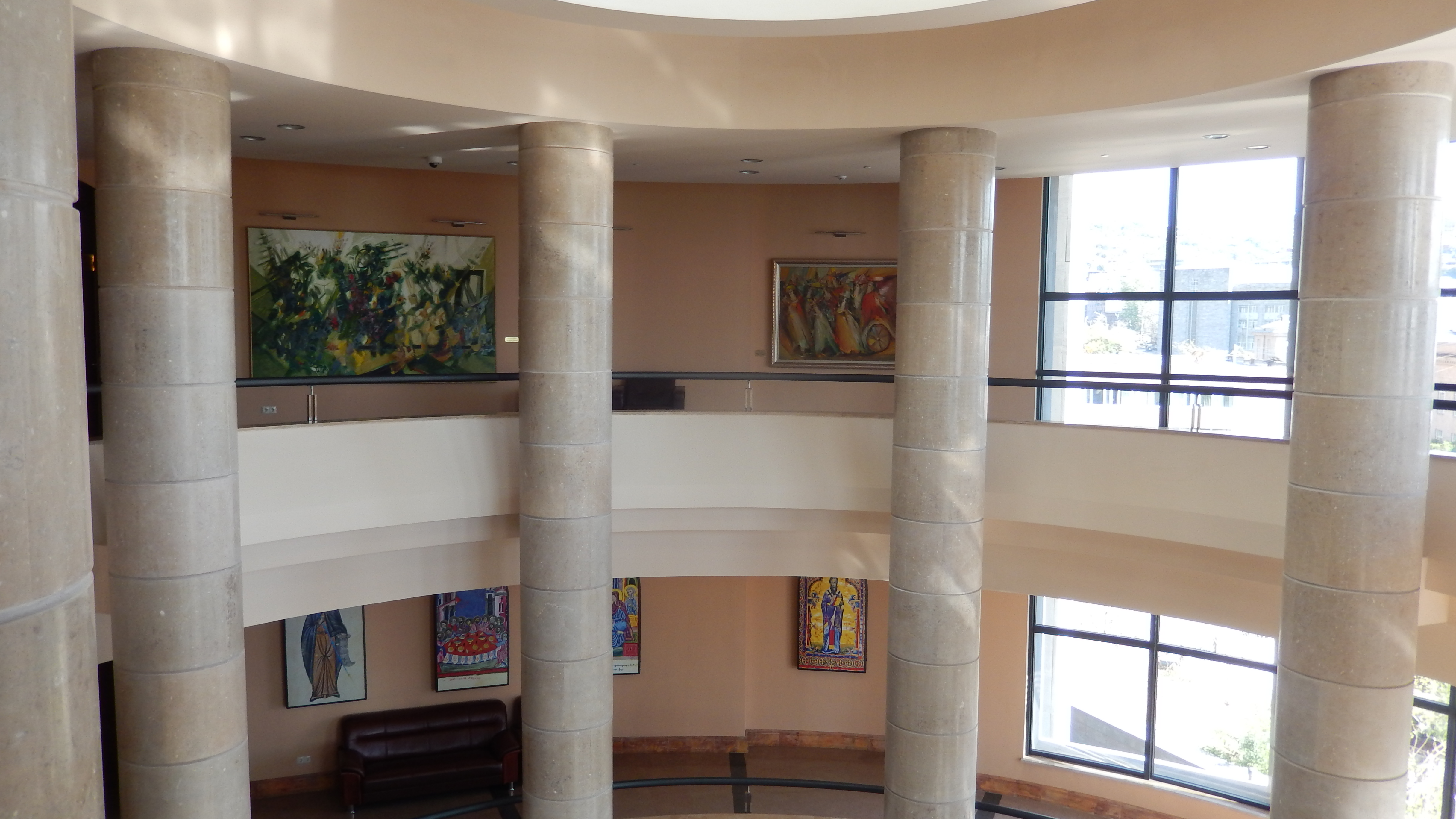
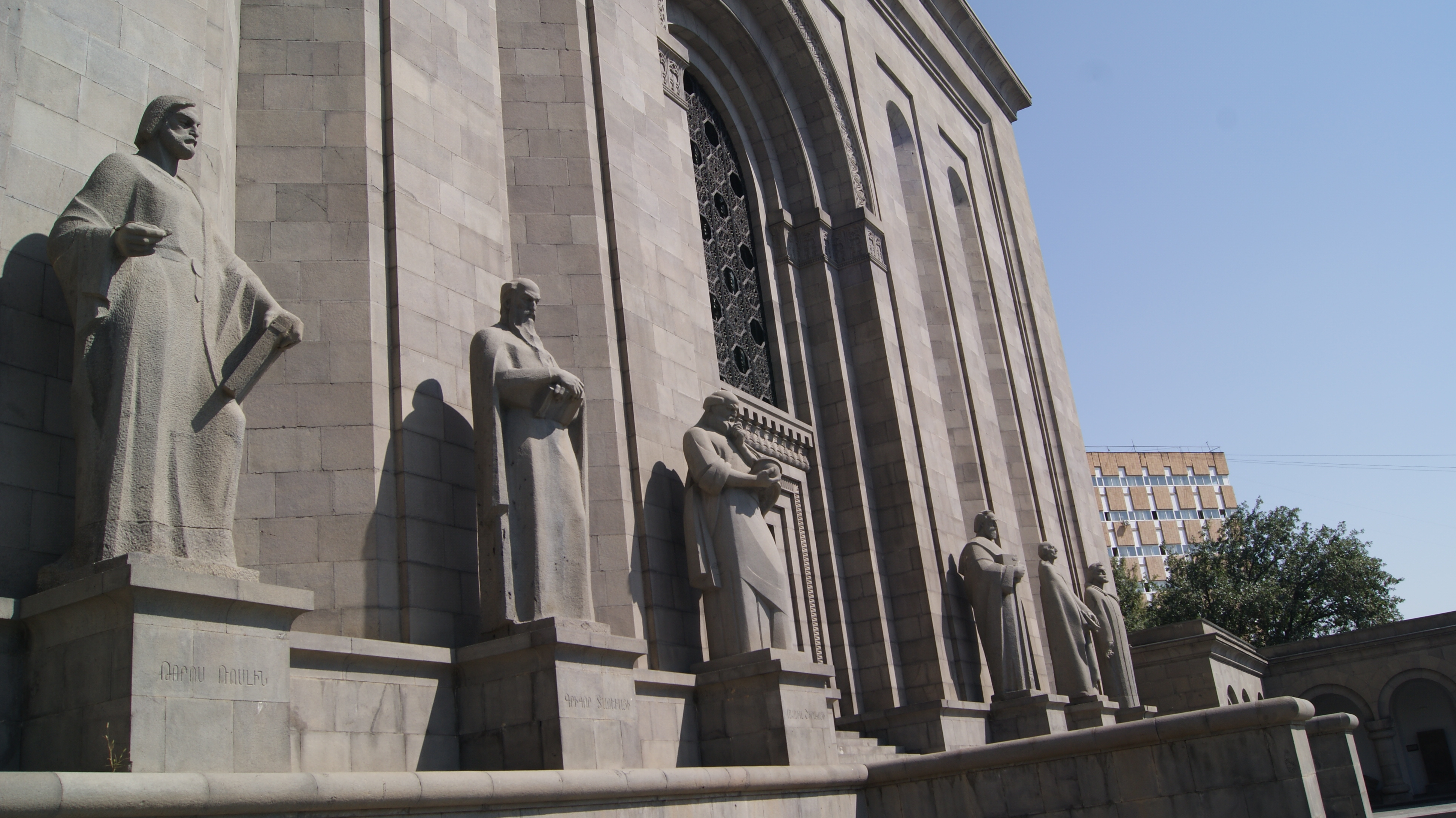
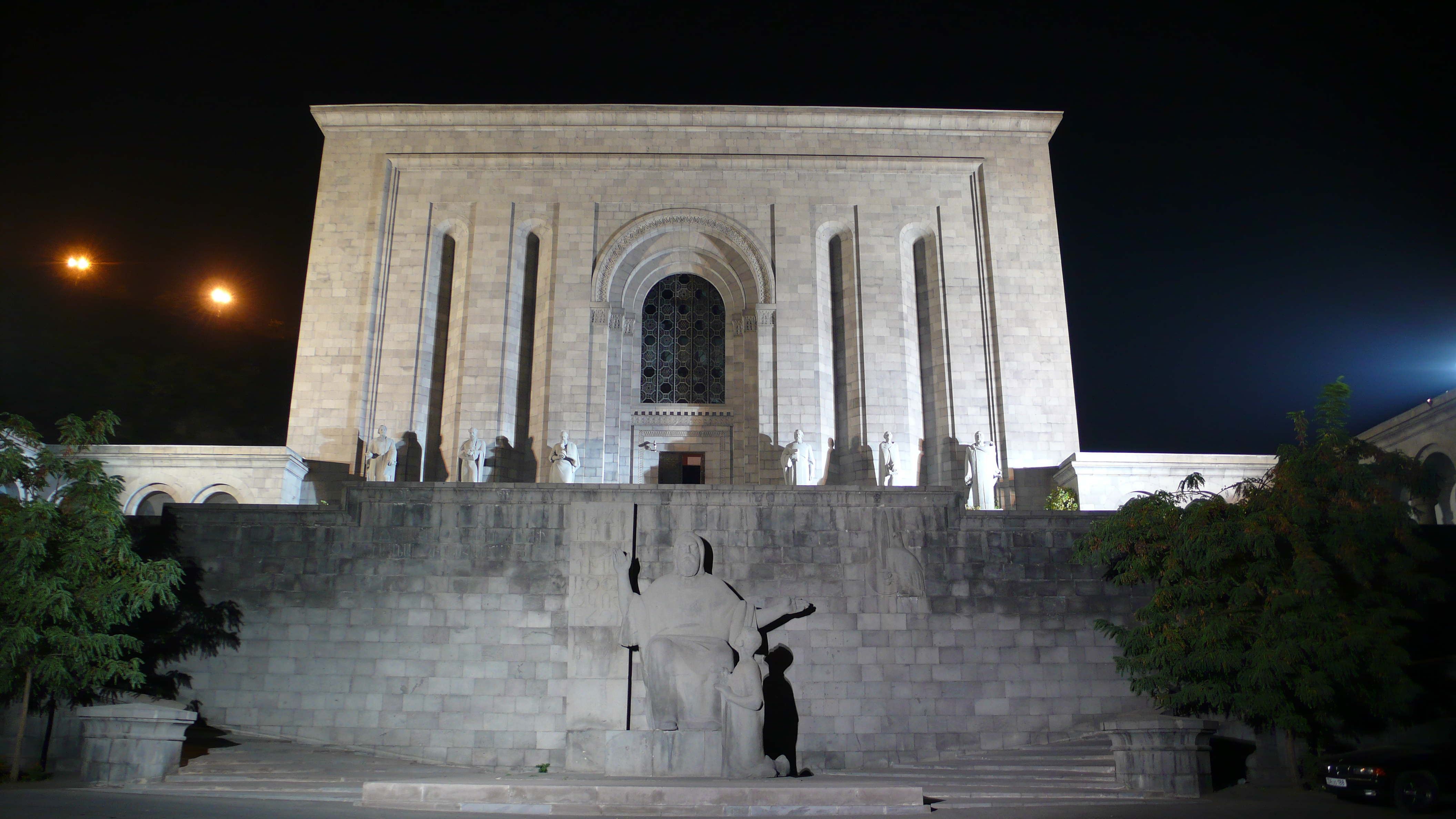
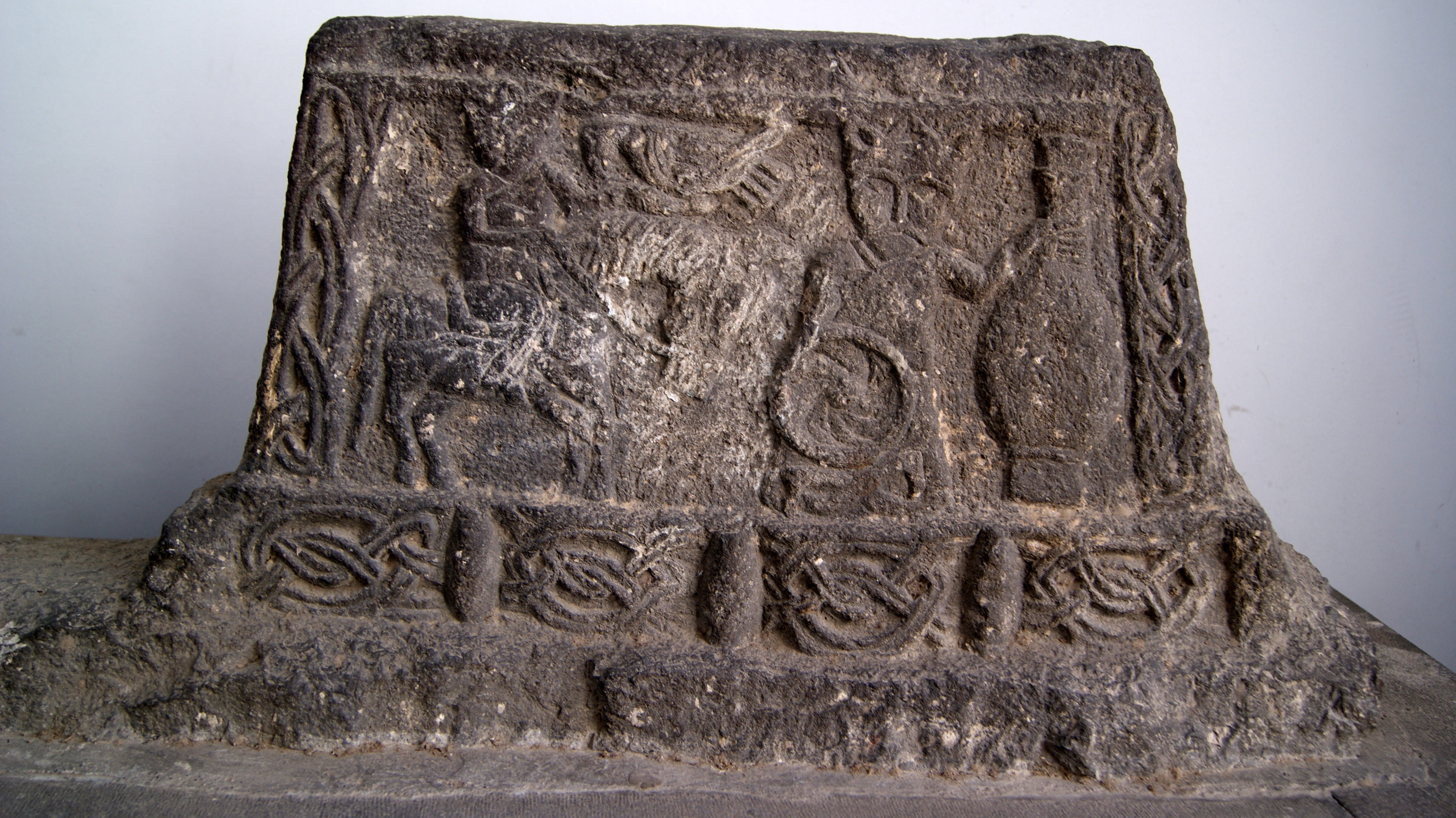
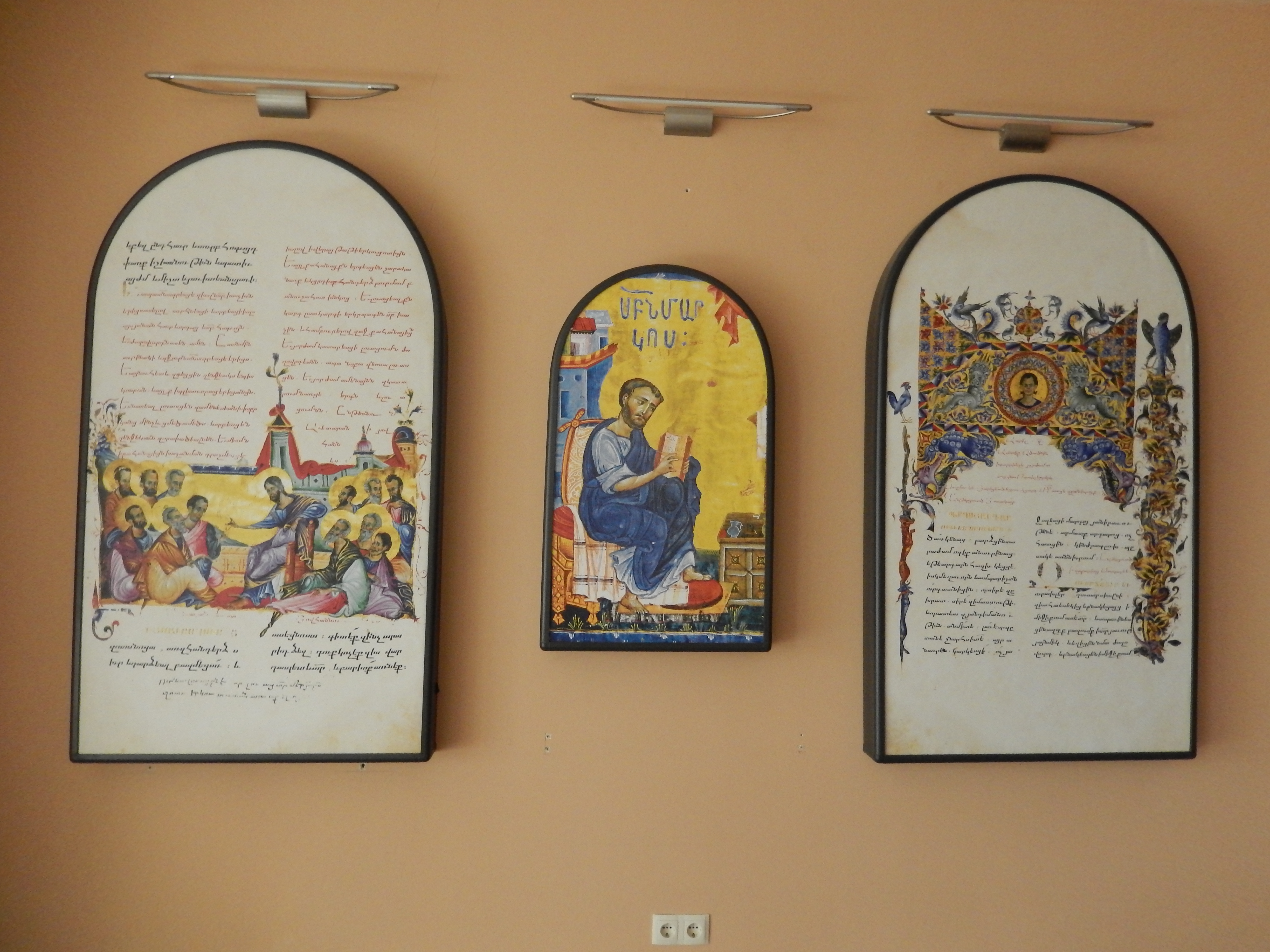
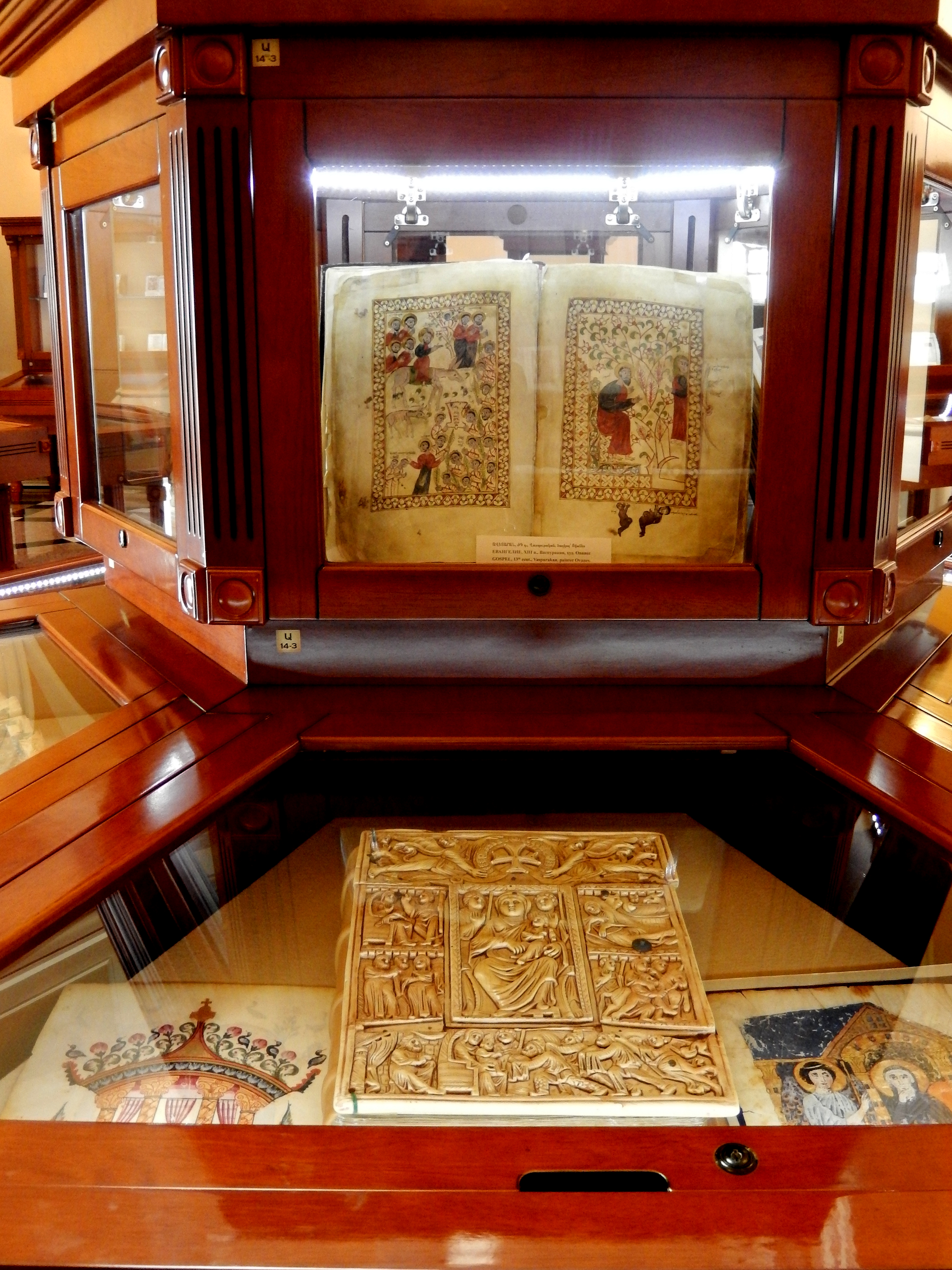

### مدیران
- Gevorg Abov (1940-1952)[۳]
- Levon Khachikian (1954-1982)[۴]
- سن آروشاتیان (۱۹۸۲–۲۰۰۷)[۵]
- Hrachya Tamrazyan (2007-2016)[۶]
- Vahan Ter-Ghevondyan (2018-)[۷]